# بشارة داود
بشارة صليبا سليمان داود (وُلد في 5 أبريل 1934 في بيت جالا – تُوفي في 23 يناير 2011) سياسي وبرلماني فلسطيني، كان عضوًا في المجلس التشريعي الفلسطيني الأول بين عامي 1996 و2006، بعدما ترشح في الانتخابات العامة الفلسطينية عام 1996 بصفة مستقل في دائرة محافظة بيت لحم وحصل على 6,161 صوتًا.